# Jacob Nicolaas Bastert

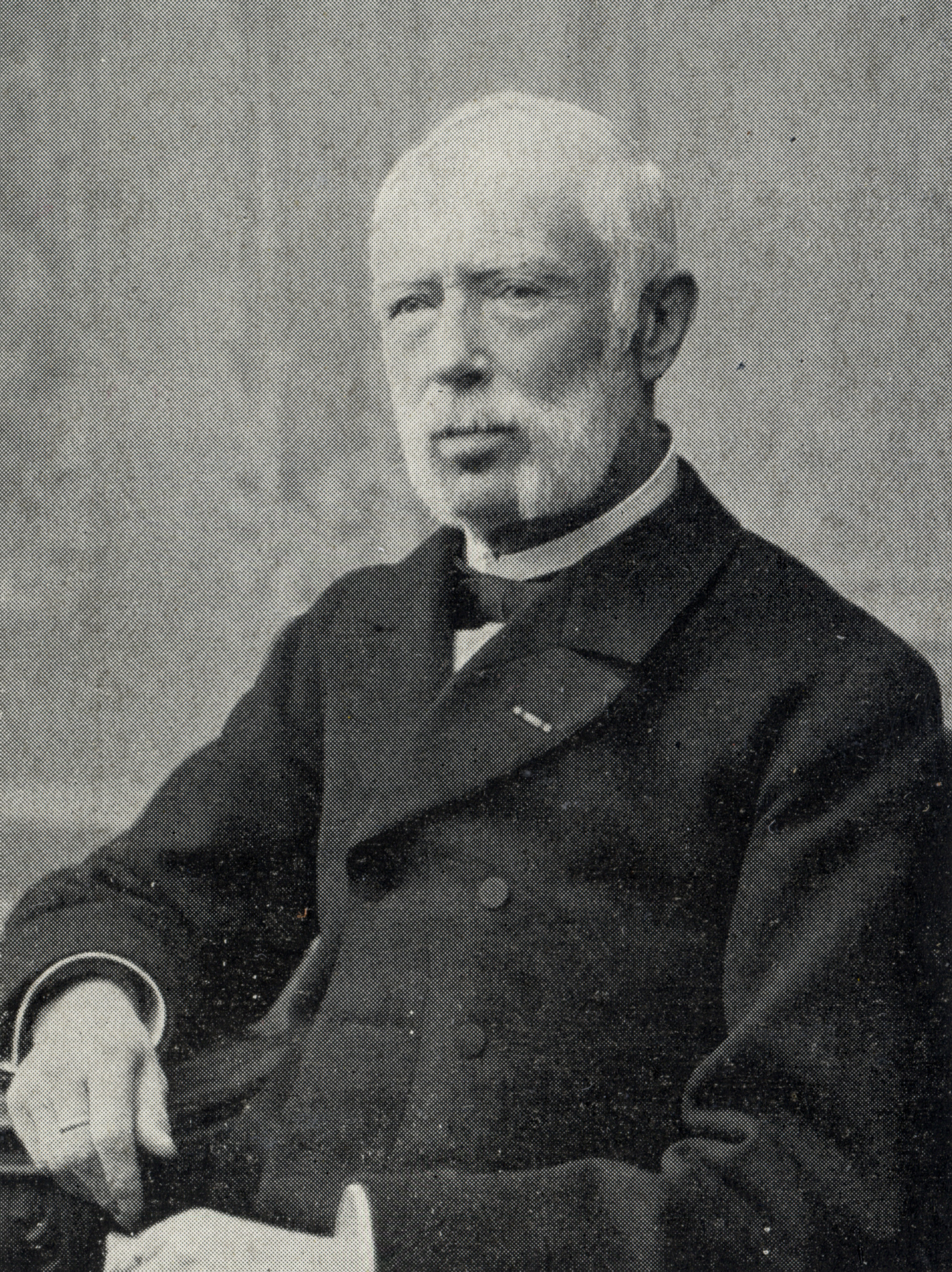
Jacob Nicolaas Bastert

Jacob Nicolaas Bastert (* 5. November 1826 in Breukelen, Provinz Utrecht; † 19. Oktober 1902 in Maarsseveen, Provinz Utrecht) war ein niederländischer konservativ-liberaler, antiklerikaler Politiker, der unter anderem von 1875 bis 1884 mit einer Unterbrechung Mitglied der Zweiten Kammer der Generalstaaten sowie zwischen 1887 und 1888 Minister für Wasserwirtschaft, Handel und Industrie im Kabinett Heemskerk Azn. war. Er gehörte zwischen 1894 und 1901 erneut der Zweiten Kammer der Generalstaaten als Mitglied an.

## Leben
Jacob Nicolaas Bastert, dessen Vater Mitglied der Ehrengarde von Napoleon Bonaparte war, war als Grundbesitzer, Kaufmann und seit 1843 als Mitinhaber einer Ziegelei tätig. 1851 wurde er Mitglied des Gemeinderates von Maarsseveen, wo er auch als Beigeordneter (Wethouder) tätig war. 1853 wurde er zudem erstmals Mitglied des Provinzparlaments (Provinciale Staten) der Provinz Utrecht und vertrat dort den Wahlkreis Breukelen. Er wurde als Konservativ-Liberaler am 20. September 1875 erstmals Mitglied der Zweiten Kammer der Generalstaaten (Tweede Kamer der Staten-Generaal), des Unterhauses des Parlaments, und vertrat dort bis zum 15. September 1879 den Wahlkreis Utrecht. Er wurde bei der Wahl 1879 zunächst mit fünf Stimmen von dem Konservativen Marc Willem du Tour van Bellinchave besiegt. Aufgrund von Unregelmäßigkeiten wurde dieser jedoch nicht als Abgeordneter zugelassen, da in Harmelen eine falsche Stimmzählung durchgeführt wurde und einige Einwohner falsch abgestimmt haben. Bei Neuwahlen im November 1879 wurde Bastert mit 75 Stimmen Vorsprung gewählt. Daraufhin war er vom 30. April 1889 bis zum 11. Oktober 1884 für den Wahlkreis Utrecht abermals Mitglied der Zweiten Kammer. In der Zweiten Kammer befasste er sich hauptsächlich mit Finanz- und Wirtschaftsangelegenheiten wie Verbrauchssteuern, Verkehr, Handel, aber auch mit Angelegenheiten zu Niederländisch-Indien. Daneben war er zwischen 1880 und 1899 Deichgraf des Wasserverbandes Zeeburg und Diemerdijk.
Als Nachfolger von Johannes Gregorius van den Bergh und nach einer kommissarischen Amtsführung (10. Juni bis 11. Juli 1887) von Marineminister Frederik Cornelis Tromp übernahm Bastert am 11. Juli 1887 den Posten als Minister für Wasserwirtschaft, Handel und Industrie (Minister van Waterstaat, Handel en Nijverheid) im Kabinett Heemskerk Azn. und bekleidete dieses Amt bis zum 21. April 1888. 1888 zog er den von ihm 1887 vorgelegten Gesetzentwurf zur Verbesserung des Flusses Berkel zurück, nachdem die Zweite Kammer Artikel 1 mit 35 zu 31 Stimmen des Gesetzentwurfs abgelehnt hatte.
Nach seinem Ausscheiden aus der Regierung war Jacob Nicolaas Bastert zwischen dem 3. Juli 1889 und dem 19. Oktober 1902 erneut Mitglied des Provinciale Staten der Provinz Utrecht und vertrat dort den Wahlkreis Breukelen. Bei einer Nachwahl im Wahlkreis Gouda bewarb er sich 1893 erneut für einen Sitz in der Zweiten Kammer, unterlag dort jedoch dem Liberalen Theodore Gerard Glaude Valette. 1894 konnte er sich dann jedoch im Wahlkreis Utrecht gegen Anthony Brummelkamp von der Antirevolutionären Partei ARP (Anti-Revolutionaire Partij) und den Liberalen Hendrik Adriaan van Beuningen durchsetzen und war daraufhin zwischen dem 22. Mai 1894 und dem 17. September 1901 erneut Mitglied der Zweiten Kammer der Generalstaaten, wobei er bei der Wahl 1897 im Wahlkreis Utrecht II den römisch-katholischen Kandidaten Johannes Willem Bergansius sowie den Liberalen August Lodewijk Willem Seyffardt besiegte. Im Jahr 1900 stimmte er als einer der wenigen „Linken“ (linkerzijde) gegen den Entwurf des Schulpflichtgesetzes (Ontwerp-Leerplichtwet). In der Zweiten Kammer war er zwischen November 1900 und Februar 1901 Mitglied der Zentralen Abteilung sowie 1901 Vorsitzender des Ausschusses für Wasserwirtschaft, Handel und Industrie. Kurz vor seinem Ausscheiden aus der Zweiten Kammer wurde er am 4. Juli 1901 Mitglied der Gedeputeerde Staten, der Regierung der Provinz Utrecht unter Vorsitz des Kommissars des Königs Alexander Schimmelpenninck van der Oye, und gehörte diesem Gremium bis zu seinem Tode am 19. Oktober 1902 an. Er engagierte sich zudem für einige Zeit als Mitglied des Kuratoriums der Stiftung „Bethesda“, die zum Bau und Betrieb eines medizinischen Badehauses in Laag-Soeren, das im 19. Jahrhundert der erste Kurort in den Niederlanden wurde. Aus seiner Ehe mit der Tochter eines Geistlichen ging der Landschaftsmaler und Zeichner Syvert Nicolaas Bastert (1854–1939) hervor.

## Veröffentlichungen
- Brieven van Jacob Nicolaas Bastert aan Jan Ackersdijck, 1855
- De houding der Tweede Kamer aan de Grondwet getoetst, 1861 (Onlineversion)
- Waterstaatswetten, 1881 (Onlineversion)
- Een aanhangig wetsontwerp beoordeeld, 1886 (Onlineversion)
- De toekomst van het Merwede-kanaal, voor zooveel het internationaal verkeer betreft, 1886 (Onlineversion)
- Brief van Jacob Nicolaas Bastert aan Koninklijk Instituut van Ingenieurs ’s-Gravenhage gericht aan Jan Tideman, 1895
- Brief van Jacob Nicolaas Bastert aan Menso Joannes Pijnappel, 1897